# 1940 en mathématiques
| Années des mathématiques : 1937 - 1938 - 1939 - 1940 - 1941 - 1942 - 1943    |
| Décennies des mathématiques : 1910 - 1920 - 1930 - 1940 - 1950 - 1960 - 1970 |

Cet article présente les faits marquants de l'année 1940 en mathématiques.

## Évènements
- 8 janvier : l'équipe du chercheur américain George Stibitz (en) achève un « calculateur de nombres complexes », construit aux laboratoires Bell. Il est présenté le 11 septembre lors du congrès de l'American Mathematical Society à Dartmouth College, dans l'État du New Hampshire[1].
- Février : le mathématicien allemand Friedrich Wilhelm Levi présente le graphe de Levi dans une série de conférences sur la géométrie finie à l'Université de Calcutta[2].
- 8 août : les mathématiciens britanniques Alan Turing et William Gordon Welchman achèvent à Bletchley Park la conception de la « bombe cryptologique » destinée à décrypter les signaux de la machine Enigma[3].

## Publications
- Nicolas Bourbaki : Éléments de mathématiques.

## Naissances

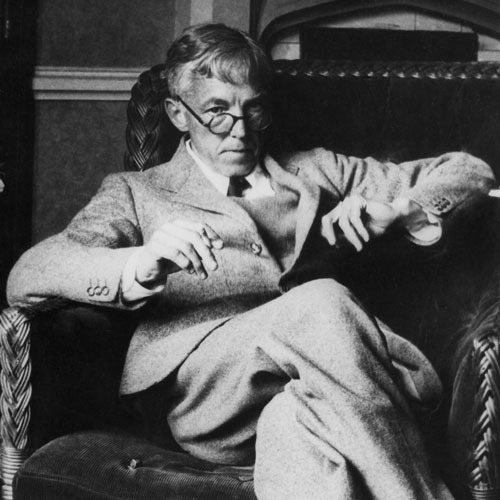
Godfrey Harold Hardy

- 8 février : Wolfgang Vogel (mort en 1996), mathématicien allemand.
- 9 mars : Donald Gene Saari, mathématicien américain.
- 20 mars : 
  - Jean Serra, mathématicien et ingénieur français.
  - Daniel W. Stroock, mathématicien américain.
- 7 avril : Daniel Prévot (mort en 2016), mathématicien, spéléologue et lichénologue français.
- 2 mai : Luc Illusie, mathématicien français.
- 12 mai : Alain Bensoussan, mathématicien français.
- 19 mai : Roger Temam, mathématicien français d'origine tunisienne.
- 23 mai : Cora Sadosky (morte en 2010), mathématicienne argentine.
- 25 mai : Michael Spivak, mathématicien américain.
- 6 juin : Oscar Erasmus Lanford III (mort en 2013), mathématicien américain.
- 22 ou 27 juin : Daniel Quillen (mort en 2011), mathématicien américain, médaille Fields en 1978.
- 12 juillet : Jean-Jacques Risler (mort en 2016), mathématicien français.
- 9 août : Linda Keen, mathématicienne américaine.
- 20 août : Claudio Baiocchi (mort en 2020), mathématicien italien.
- 21 août : Endre Szemerédi, mathématicien hongrois.
- 4 septembre : George Boolos (mort en 1996), logicien, philosophe et mathématicien américain.
- 6 septembre : Elwyn Berlekamp, mathématicien et informaticien américain.
- 11 octobre : Hourya Benis Sinaceur, mathématicienne marocaine.
- 10 novembre : Eduard Zehnder, mathématicien suisse.
- 26 novembre : Enrico Bombieri, mathématicien italien.
- 28 novembre : Steven Brams, théoricien politique et mathématicien américain.
- 7 décembre : Amitai Regev, mathématicien israélien.
- 17 décembre : Jean-Pierre Ferrier (mort en 2023), mathématicien français.
- 24 décembre : Donald Martin, mathématicien et philosophe américain.
- 28 décembre : Peter Neumann, mathématicien britannique.

- James Carrell, mathématicien américain et canadien.
- Charles Castonguay, mathématicien Québécois.

## Décès
- 15 février : 
  - Valery Glivenko (né en 1897), mathématicien ukrainien soviétique.
  - Otto Toeplitz (né en 1881), mathématicien allemand.
- 29 février : Francis Warrain (né en 1867), artiste, philosophe et mathématicien français.
- 15 mars : Nae Ionescu (né en 1890), philosophe, logicien, journaliste, professeur d’université et mathématicien roumain.
- 16 mars : Thomas Heath (né en 1861), haut fonctionnaire britannique, connu pour ses travaux sur l'histoire des mathématiques de la Grèce antique.
- 19 mai : Philipp Furtwängler (né en 1869), mathématicien allemand.
- 5 juin : Augustus Edward Hough Love (né en 1863), mathématicien anglais.
- 21 juin : Wolfgang Döblin (né en 1915), mathématicien d'origine allemande travaillant en France.
- 1er octobre : Chiungtze Tsen (né en 1898), mathématicien chinois.
- 11 octobre : Vito Volterra (né en 1860), mathématicien et physicien italien.
- 15 décembre : Alfred Young (né en 1873), mathématicien britannique.
- 17 décembre : Alicia Boole Stott (née en 1860), mathématicienne britannique.

- Józef Marcinkiewicz (né en 1910), mathématicien polonais.